# Territorios disputados del norte de Irak

Regiones disputadas de Irak según el artículo 140 de la Constitución iraquí:
No disputadas y parte del Gobierno Regional Kurdo desde 1991.
Disputadas y parte del Gobierno Regional Kurdo desde 1991.
No disputadas y bajo control del gobierno central.
Disputadas y bajo control del gobierno central.

Los territorios disputados del norte de Irak, o fronteras disputadas entre Irak y Kurdistán, son regiones definidas por el artículo 140 de la Constitución de Irak como aquellas arabizadas durante el gobierno del Partido Baaz en Irak (1968-2003). La mayor parte de estas regiones habían estado habitadas por minorías no árabes, principalmente kurdos, y fueron arabizadas más tarde al transferir y asentar en esas zonas a tribus árabes.
Las zonas disputadas han sido un foco constante de tensión para árabes y kurdos, especialmente desde la invasión de los Estados Unidos y la reestructuración política de 2003. Tras la invasión de 2003, los kurdos ganaron territorio al sur del Kurdistán iraquí, tierra que consideraban históricamente suya. Actualmente, además de las cuatro gobernaciones del Kurdistán iraquí, los kurdos controlan partes de las gobernaciones de Nínive, Kirkuk y Diala, reclamadas también por el gobierno iraquí. Por su parte, el gobierno controla partes de esas tres provincias reclamadas por los kurdos.

## Artículo 140
El Comité para la Implementación del artículo 140 define los territorios disputados como aquellas zonas arabizadas y cuyas fronteras fueron modificadas entre el 17 de julio de 1968 y el 9 de abril de 2003. Esas zonas incluyen partes de cuatro gobernaciones de las fronteras anteriores a 1968.
Uno de los principales problemas al tratar de implementar el artículo 140 fue la discrepancia en la definición de "zona disputada". El artículo solo se refiere a aquellas regiones expuestas a este proceso de normalización como "Kirkuk y otras zonas disputadas". En 2003, el negociador kurdo Mahmud Othman sugirió que las zonas de mayoría kurda por debajo de la Línea Verde fueran cedidas al KRG inmediatamente, y que el destino de las "zonas mixtas" fuera decidido caso por caso. En general, los suníes no se mostraron favorables a que los kurdos ganaran más tierra como consecuencia de la invasión estadounidense. Reincorporar los distritos de Kirkuk para reflejar las fronteras de 1975 planteó muchos problemas a los iraquíes y trajo consigo consecuencias no deseadas.
Posteriormente al referéndum de independencia celebrado en el Kurdistán y no reconocido oficialmente, han surgido propuestas para que se definan de forma definitiva las fronteras del Kurdistán iraquí en zonas fueras de disputa y sean reconocidas por el gobierno central de Irak, así se ha propuesto que integren el Kurdistán las gobernaciones completas de Dohuk y la de Suleimaniyya, así como parte de la de Erbil y parte del extremo norte de la de Diyala, en concreto la zona que queda al norte del pueblo de Horen. Estas zonas contarían con el visto bueno de las autoridades iraquíes y se definirían como las fronteras de la región sobre las que tendría jurisdicción el gobierno de Erbil. El resto de zonas donde habitan los kurdos fuera de las zonas oficialmente reconocidas quedarían bajo la tutela del gobierno iraquí y pendiente de diálogo.

## Territorios disputados

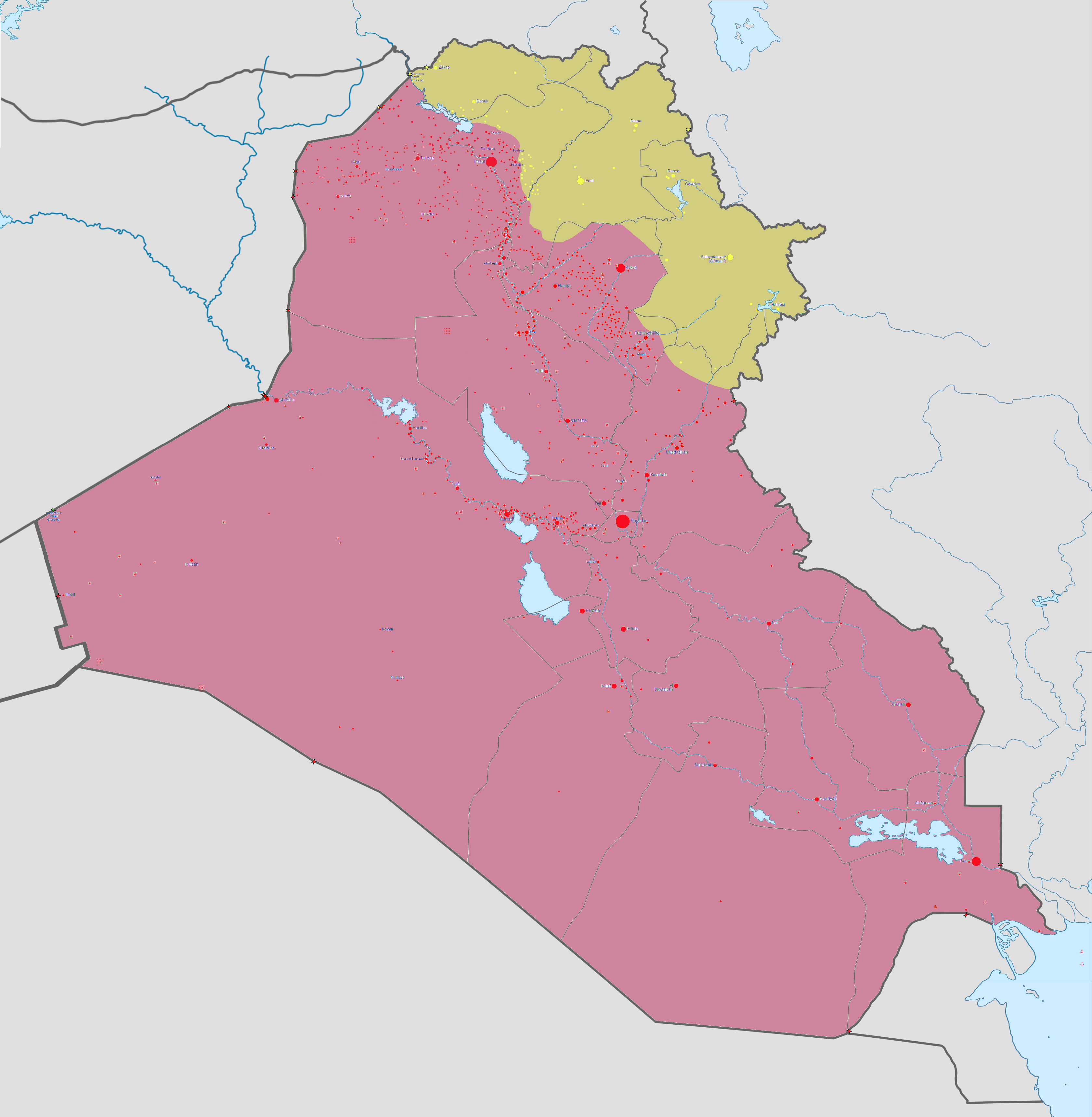
Situación militar de Irak y la Región del Kurdistán. Territorios:
Controlados por el gobierno iraquí
Controlados por el grupo Estado Islámico de Irak y el Levante (ISIS)
Controlados por los kurdos iraquíes
Controlados por los Comités de Protección de Qaraqosh

### Gobernación de Nínive
- Distrito de Aqra, bajo control kurdo desde 1991
- Los tres distritos de las Llanuras de Nínive (Tel Keppe, Al-Hamdaniya y Shejan), con población mixta asiria, yazidi y chabaquí.
- Distritos de Sinjar y Tel Afar, con población mixta árabe y yazidi

### Gobernación de Arbil
- Distrito de Majmur, separado del resto de la gobernación desde 1991.

### Gobernación de Kirkuk
La gobernación de Kirkuk es definida por sus fronteras anteriores a 1968, que incluyen:
- Distritos de Chamchamal y Kalar, actualmente parte de la gobernación de Suleimaniya
- Distrito de Tooz, actualmente parte de la Gobernación de Saladino
- Distrito de Kifri, actualmente parte de la gobernación de Diala

### Gobernación de Diala
- Distritos de Janaqin y Baladrooz
- Distrito de Badra, actualmente parte de la gobernación de Wasit

## Tensiones entre Irak y el Kurdistán iraquí

### Trasfondo
Las tensiones entre el Kurdistán iraquí y el gobierno central iraquí se centraron en 2011-2012 en torno a la cuestión del reparto del poder entre ambas entidades, la producción de petróleo y el control territorial. En abril de 2012, el presidente de la región semiautónoma kurda en el norte de Irak exigió al gobierno aceptar sus demandas o enfrentarse a las consecuencias de la secesión en septiembre de 2012.

### Crisis de mando en Diala iraquí
En septiembre de 2012, el gobierno iraquí ordenó al KRG transferir sus poderes sobre los Peshmerga al gobierno central, y las relaciones se tensaron aún más por la formación de un nuevo centro de mando (Comando Operación Tigris) de las fuerzas iraquíes para operar en una zona disputada de la que tanto el Gobierno Regional Kurdo como Bagdad reclaman su jurisdicción.
El 16 de noviembre de 2012 murió una persona tras un enfrentamiento militar entre las fuerzas iraquíes y los Peshmerga. La CNN informó que dos personas habían muerto (incluyendo un soldado iraquí) y 10 habían sido heridas en enfrentamientos en el pueblo de Tuz Jurmato.
La noche del 19 de noviembre, enfrentamientos entre fuerzas de seguridad del gobierno central y fuerzas del KRG en Tigrit dejaron un saldó de 12 soldados iraquíes muertos y un civil, según la Agencia de Noticias Doğan. El enfrentamiento estalló cuando soldados iraquíes intentaron entrar en el norte de Irak, y los Peshmarga trataron de impedirlo bajo órdenes de Barzani. El 25 de noviembre, el Kurdistán iraquí envió refuerzos a un área disputada, pese a las peticiones de ambas partes de diálogo para calmar la situación.